# Галенко Іван Володимирович
Галенко Іван Володимирович (20 листопада 2002, Велика Багачка Миргородського району Полтавської області) — український громадсько-військовий діяч, блогер, один із лідерів спільноти «SLON FM», псевдореформатор військової освіти в Україні. 

## Життєпис
Народився 20 листопада 2002 року в селищі Велика Багачка, Полтавської області в сімʼї ветерана АТО на сході України.
В 2020 році після закінчення школи поступає до Національної Академії сухопутніх військ ім. Гетьмана Петра Сагайдачного на спеціальність командира підрозділів наземної артилерії. 
Згодом стає учасником та одним з адміністраторів курсантсько-офіцерської спільноти «SLON FM», яка займається реформацією військової освіти в Україні.
2023 року переводиться на спеціальність «заступника командира підрозділу по морально-психологічному забезпеченню». 
Окрім виконання своїх безпосередніх обовʼязків продовжує займатись реформацією військової освіти в Україні. 
2024 року поширює серед українського суспільства проблематику низького грошового забезпечення курсантів та відсутність офіційного статусу військовослужбовців контрактної служби, що впливає зі слів офіцера на відбір, мотивацію та загальну якість української армії. 
2024 року закінчує навчання в НАСВ та стає офіцером 12-ої бригади спеціального призначення «Азов». 
Критикує колишнього начальника Національної Академії сухопутних військ Павла Ткачука за корупцію. 
Активно виступає проти поширення комуністичної та нацистської символіки в вищих військових навчальних закладах.

## Розкриття скандалу на Волині
За втручання Івана Галенка у квітні 2025 року було розкрито випадок з фото, де була демонстрація забороненої комуністичної (радянської) символіки у Волинському обласному ліцеї із посиленою військово-фізичною підготовкою імені Героїв Небесної Сотні. Тоді ж військовий заявив, що в ліцеї панує проросійське середовище.  
За результатами розслідування всі ліцеїсти, які були причетні до інциденту, отримали дисциплінарні стягнення. Офіцеру-вихователю було винесено попередження про неповну службову відповідність. Як повідомив начальник ліцею полковник П. Боснюк, у зв’язку з публікацією фотографії, яку виклав офіцер І. Галенко, а не самі ліцеїсти, було направлено звернення до НПУ та СБУ.